# Skulpturenufer Remagen
Das Skulpturenufer Remagen besteht aus 14 Kunstobjekten, die sich auf 14 Kilometer Länge am linken Ufer des Rheines im Bereich der Stadt Remagen verteilen.

## Entstehung
Seit 2000 entwickelt das Arp Museum in Zusammenarbeit mit der Stadt Remagen das „Skulpturenufer Remagen“ entlang des Rheinufers zwischen Rolandswerth, vorbei am Bahnhof Rolandseck, bis hin in die Stadt Remagen. Bis zur Eröffnung des von Richard Meier entworfenen Museums auf Rheinhöhe über dem Bahnhof Rolandseck sollten nach der ursprünglichen Planung 12 bis 14 Skulpturen realisiert werden.

## Werke
| Künstler                                             | Werk                                                                     | Ort | Jahr        | Bild           | Quelle              |
| ---------------------------------------------------- | ------------------------------------------------------------------------ | --- | ----------- | -------------- | ------------------- |
| Joachim Manz                                         | Rheinschlafen                                                            | Rolandswerth/Gretenhof 50° 38′ 37″ N, 7° 12′ 24″ O                                                                 | 2014        | weitere Bilder | [ Beschreibung 1 ]  |
| Michael Volkmer                                      | Lapsus                                                                   | Kripp 50° 34′ 33″ N, 7° 15′ 30″ O                                                                                  | 2013        |                | [ Beschreibung 2 ]  |
| Lajos Barta                                          | Liebeskraft                                                              | vor dem Friedensmuseum Brücke von Remagen 50° 34′ 41″ N, 7° 14′ 40″ O                                              | 1985        |                | [ Beschreibung 3 ]  |
| Aron Demetz                                          | Heimat                                                                   | Remagen/Rheinkilometer 635 50° 34′ 50″ N, 7° 13′ 32″ O                                                             | 2014        |                | [ Beschreibung 4 ]  |
| Otmar Sattel                                         | Farbwechsel – en passant                                                 | Remagen/Rolandswerth 50° 34′ 56″ N, 7° 13′ 15″ O                                                                   | 2012        |                | [ Beschreibung 5 ]  |
| Erwin Wortelkamp                                     | im Stande                                                                | Treidelpfad Remagen-Kripp 50° 34′ 23″ N, 7° 15′ 52″ O                                                              | 2009        |                | [ Beschreibung 6 ]  |
| Johannes Brus                                        | Zwei Pferde und ein Boot                                                 | Treidelpfad Remagen-Kripp, Fähranleger 50° 33′ 55″ N, 7° 16′ 23″ O                                                 | 2008        |                | [ Beschreibung 7 ]  |
| Res Ingold                                           | arp heliport                                                             | Garten des Arp Museums Bahnhof Rolandseck 50° 37′ 55″ N, 7° 12′ 28″ O                                              | 2004        | weitere Bilder | [ Beschreibung 8 ]  |
| Eberhard Bosslet                                     | Regenfänger                                                              | Landzunge in Oberwinter 50° 37′ 15″ N, 7° 12′ 34″ O                                                                | 2001        | weitere Bilder | [ Beschreibung 9 ]  |
| Thomas Huber                                         | Ein neues Panorama für Remagen & Neugestaltung der Promenade von Remagen | Remagen Fähranleger 50° 34′ 46″ N, 7° 14′ 4″ O & Erpel Fähranleger (bis 28. Juni 2006) 50° 34′ 55″ N, 7° 14′ 14″ O | 2001        |                | [ Beschreibung 10 ] |
| Peter Hutchinson                                     | Thrown rope, Remagener Arbeit                                            | Rheinanlage Remagen 50° 34′ 49″ N, 7° 13′ 36″ O                                                                    | 2001        |                | [ Beschreibung 11 ] |
| Bittermann & Duka (Caroline Bittermann & Peter Duka) | geheime gärten rolandswerth                                              | Hentzenpark Rolandswerth 50° 38′ 46″ N, 7° 12′ 18″ O                                                               | 2002 – 2004 |                | [ Beschreibung 12 ] |
| Hans Arp                                             | Bewegtes Tanzgeschmeide                                                  | vor dem Bahnhof Rolandseck 50° 37′ 53″ N, 7° 12′ 27″ O                                                             | 1960 / 1970 | weitere Bilder | [ Beschreibung 13 ] |
| Hamish Fulton                                        | seven paces                                                              | Treidelpfad Rolandseck 50° 37′ 47″ N, 7° 12′ 35″ O                                                                 | 2003        |                | [ Beschreibung 14 ] |
| Bettina Pousttchi                                    | Marianne                                                                 | Unkelsteinbrücke                                                                                                   | 2015        |                | [Beschreibung 15]   |

### Links zu den Beschreibungen vom Arp Museum Bahnhof Rolandseck
1. ↑  Joachim Manz - Rheinschlafen
2. ↑  Michael Volkmer - Lapsus
3. ↑  Lajos Barta - Liebeskraft
4. ↑  Aron Demetz - Heimat
5. ↑  Otmar Sattel - Farbwechsel – en passant
6. ↑  Erwin Wortelkamp - im Stande
7. ↑  Johannes Brus - Zwei Pferde und ein Boot
8. ↑  Res Ingold - arp heliport
9. ↑  Eberhard Bosslet - Regenfänger
10. ↑  Thomas Huber - Ein neues Panorama für Remagen
11. ↑  Peter Hutchinson - Thrown rope, Remagener Arbeit
12. ↑  Bittermann & Duka - geheime gärten rolandswerth
13. ↑  Hans Arp - Bewegtes Tanzgeschmeide
14. ↑  Hamish Fulton - seven paces

## Diskussionen umEin neues Panorama für Remagen
Thomas Hubers Beitrag für den Skulpturenpfad bestand ursprünglich aus zwei Teilen: aus dem Bilder-Bauschild Ein neues Panorama für Remagen – mit dem Standort Remagen – und dem Bilder-Bauschild Neugestaltung der Promenade von Remagen auf der anderen Rheinseite in Erpel. Ein neues Panorama für Remagen ist nach wie vor an seinem Standort zu sehen. Das Pendant Neugestaltung der Promenade von Remagen wurde nach Beschluss des Ortsgemeinderats Erpels vom Mai 2006 am 28. Juni 2006 demontiert und bis auf weiteres im Kunstlager des Arp-Museums untergebracht. Diesem Beschluss voraus ging immer wieder Kritik der Erpeler Bürger. Sie fühlten sich bzw. ihr Erpel in der von Thomas Huber dargestellten Vision Ein neues Panorama für Remagen verunglimpft, ja beleidigt und die so geliebte historische Ortsansicht Erpels verunstaltet.